# Ângulo (Paraná)
Ângulo é um município brasileiro do estado do Paraná, localizado na Região Metropolitana de Maringá.

## História
A área do atual município pertencia a empresa Companhia de Melhoramentos do Norte do Paraná. No ano de 1946, três cidadãos russos Basílio Pertesew (engenheiro químico), Dimitri Novikov e George Felmanas (ambos engenheiro civil), migraram para aquela região e compraram terras da Companhia para formarem fazendas de café, batizada de Fazenda Dois Irmãos. Destinaram 30 alqueires de suas terras em áreas a ser urbanizada do qual passou a ser chamado de Ângulo, por causa da sua configuração das entradas que delimitam a região. Pela Lei Estadual nº 172, de 12 de setembro de 1961, criou-se o Distrito de Ângulo, elevada à categoria de município pela Lei Estadual nº 9.357, de 3 de setembro de 1990, desmembrando-se do município de Iguaraçu. Foi instalado oficialmente em 1 de janeiro de 1993, com a posse do primeiro prefeito, Ângelo de Adélio Maróstica, eleito nas eleições municipais de 3 de outubro de 1992.

## Geografia
Possui uma área de 106,0 km² e se localiza a uma latitude 23°11'42" sul e a uma longitude 51°54'54" oeste, estando a uma altitude de 300 metros. Sua população, conforme estimativa do IBGE de 2019, era de 2.928 habitantes.

### Demografia
Índice de Desenvolvimento Humano Municipal (IDH-M): 0,742
- IDH-Renda: 0,662
- IDH-Longevidade: 0,743
- IDH-Educação: 0,822